# Филатова, Галина Никаноровна
Гали́на Никоно́ровна Фила́това (18 декабря 1949, Тюбеляс) — советская легкоатлетка, прыгунья в высоту. Выступала на всесоюзном уровне за сборную Вооружённых Сил СССР на всём протяжении 1970-х годов, серебряная и бронзовая призёрка чемпионатов СССР, чемпионка летней Универсиады в Риме, участница летних Олимпийских игр в Монреале, мастер спорта международного класса. Также известна как тренер-преподаватель, директор СДЮСШОР «Юность Москвы».

## Биография
Галина Филатова родилась 18 декабря 1949 года в селе Тюбеляс Усть-Катавского городского округа Челябинской области. Активно заниматься лёгкой атлетикой начала в Челябинске, позже состояла в легкоатлетической команде Вооружённых Сил СССР в Москве. Проходила подготовку под руководством заслуженного тренера Владимира Михайловича Дьячкова.
Первого серьёзного успеха на всесоюзном уровне добилась в сезоне 1973 года, когда выступила на чемпионате СССР по лёгкой атлетике в Москве и завоевала в прыжках в высоту серебряную медаль, уступив только серебряной призёрке Олимпийских игр Антонине Лазаревой. Кроме того, выиграла бронзовую медаль на летней Универсиаде в Москве. На следующем первенстве страны, так же прошедшем в столице, получила бронзу, заняла третье место позади Тамары Галки и Валентины Ахраменко. В 1975 году на VI летней Спартакиаде народов СССР, где также разыгрывалось национальное первенство, добавила в послужной список ещё одну награду серебряного достоинства — на сей раз выше неё прыгнула только Алла Федорчук. Помимо этого, на Универсиаде в Риме с результатом 1,88 м взяла верх над всеми соперницами и завоевала золотую медаль. Принимала участие в зимнем чемпионате Европы в Катовице, где сумела дойти до финальной стадии.
Благодаря череде удачных выступлений Филатова вошла в основной состав советской национальной сборной и удостоилась права защищать честь страны на летних Олимпийских играх 1976 года в Монреале — в итоге заняла здесь двенадцатое место. В том же сезоне установила личный рекорд — 1,90 метра.
Последний раз показала сколько-нибудь значимый результат на всесоюзном уровне в 1978 году, когда на чемпионате СССР в Тбилиси стала серебряной призёркой в прыжках высоту, уступив лидерство Светлане Иванченко. За выдающиеся спортивные достижения удостоена почётного звания «Мастер спорта СССР международного класса» по лёгкой атлетике.
После завершения карьеры спортсменки Галина Филатова занялась тренерской деятельностью. Подготовила многих талантливых спортсменов, одна из самых известных её воспитанниц — чемпионка мира, бронзовая олимпийская призёрка Светлана Школина. Занимает должность директора легкоатлетической Специализированной детско-юношеской спортивной школы олимпийского резерва «Юность Москвы». Заслуженный тренер России. Отличник физической культуры и спорта.

## Семья
- Дочь Ляхова, Юлия Владимировна (род. 1977) — прыгунья в высоту, чемпионка мира-96 среди юниорок, победительница молодёжного европейского первенства, обладательница серебряной медали Игр доброй воли в Нью-Йорке.
- Дочь Ляхова Александра Владимировна (род. 1982) — прыгунья в высоту, мастер спорта, призер Юниорских, Молодежных Первенств России.